# Нагляд командування військової частини
Нагляд командування військової частини — це запобіжний захід, який застосовується до обвинувачених (підозрюваних) військовослужбовців і полягає у вжитті заходів, передбачених статутами Збройних сил, щоб забезпечити належну поведінку обвинуваченого (підозрюваного) та його своєчасну явку за викликом органу досудового розслідування. Командування військової частини повідомляється про суть справи, по якій обрано запобіжний захід. Про встановлення нагляду командування військової частини також у письмовій формі повідомляє орган досудового розслідування, який обрав цей запобіжний захід.
В Україні був передбачений у Кримінально-процесуальному кодексі 1960 р., однак відсутній у чинному кодексі.

## Суть
Орган досудового розслідування України обирав запобіжний захід і повідомляв про це командира військової частини. Його згоди не потрібно було для обрання запобіжного заходу, але щоб направити, як саме здійснювати нагляд, його ознайомлювали із суттю справи. При цьому складалася постанова, яка також надсилалася командиру військової частини і яку оголошували обвинуваченому (підозрюваному) військовослужбовцю під розписку. Встановивши нагляд, що полягав у позбавленні права на носіння зброї, права залишати військову частину, у звільненні від несення служби в складі караулу, безпосередньо нагляді начальника, командир повідомляв про це орган досудового розслідування.
Особливістю цього запобіжного заходу було те, що він міг бути застосовано лише для військовослужбовців. І з огляду на специфіку злочинів, які вчиняються військовослужбовцями, а також їхнього правового статусу, наявність специфічного запобіжного заходу, який враховує ці особливості, було виправданим. Досвід застосування чинного КПК засвідчує, що наявні запобіжні заходи є не надто ефективними, коли застосовуються щодо військовослужбовців, і виключення цього запобіжного заходу було помилковим. В разі звільнення військовослужбовця в запас строк дії цього запобіжного заходу закінчуєвався.
У разі порушення цього запобіжного заходу була встановлена відповідальність:
- кримінально-процесуальна — щодо обвинуваченого: у вигляді обрання суворішого запобіжного заходу;
- дисциплінарна — щодо командира військової частини: передбачена статутами Збройних сил України (у дійсній на той час редакції).

Цей запобіжний захід застосовується в окремих країнах, зокрема РФ (ст. 104 КПК), Білорусі (ст. 122 КПК), Казахстані (ст. 143 КПК), Азербайджані (ст. 171 КПК). В останньому випадку окремо передбачено, що підозрюваний чи обвинувачений військовослужбовець на період дії запобіжного заходу не призначається для несення бойового чергування, не має права носити зброю в мирний час, а військовослужбовці, які мають нижчі військові звання, не мають права залишати територію військової частини.